# 韦希瑟尔山麓法伊施特里茨
韦希瑟尔山麓法伊施特里茨是奥地利下奥地利州诺因基兴县的一个市镇。总面积23.76平方公里，总人口1111人，人口密度46.8人/平方公里（2005年）。